# Flunkyball

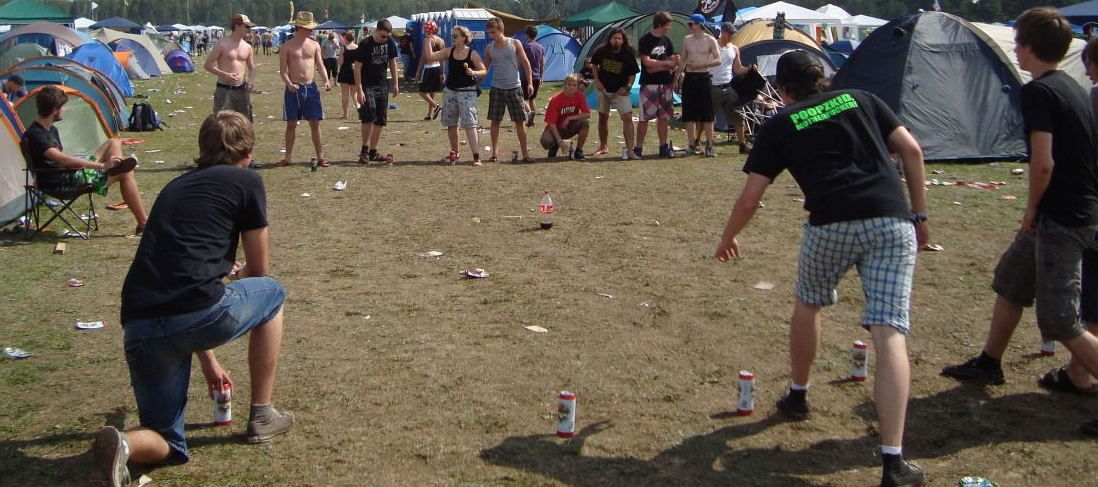
Partita di flunkyball in un festival

Flunkyball ([ˈflʌŋkiˌbɔːl] o [ˈflʊŋkiˌbal]), conosciuto anche come bierball, è un gioco alcolico in cui due squadre competono l’una contro l’altra.

## Principi del gioco

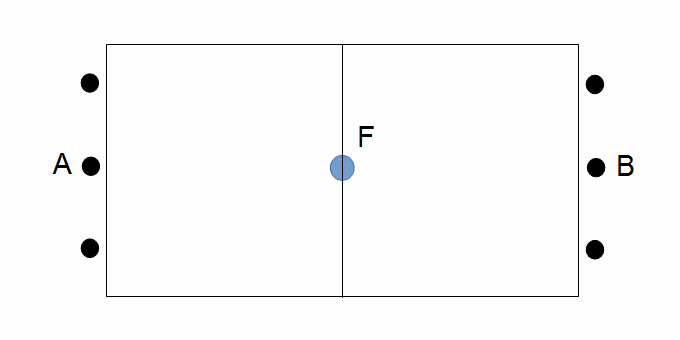
Disegno di un campo di Flunkyball: gli equipos A e B si posicionan dietro le linee di base, con l'obiettivo F nel mezzo.

Le squadre si dispongono in fila, una di fronte all’altra, a circa 10 metri di distanza. Il numero di giocatori per squadra non è fisso, ma di solito varia tra le 3 e le 8 persone. Davanti a ogni giocatore, posizionata a terra, c’è una bottiglia o lattina di birra già aperta.
Al centro del campo, tra le due squadre, si trova un bersaglio – solitamente una bottiglia di plastica riempita per un quarto o metà di liquido. I giocatori devono lanciare una palla per colpire e abbattere la bottiglia. La squadra che ha la palla ha un solo tentativo per colpire il bersaglio. Se riesce a farlo cadere, può iniziare a bere la birra – il più velocemente e in quantità maggiore possibile.
La squadra avversaria deve rimettere in piedi il bersaglio e riportare la palla dietro la propria linea. Una volta ripristinato il campo, deve gridare ad alta voce "Stop!", e la squadra che stava bevendo deve immediatamente smettere. Quando entrambe le squadre sono di nuovo pronte, l’altra squadra può eseguire il proprio lancio.
La partita è vinta dalla squadra che riesce per prima a finire tutte le birre.

## Penalità
Si possono imporre delle penalità, ad esempio se un giocatore inizia a bere troppo presto, continua dopo il grido di "Stop!" o vomita. Anche la fuoriuscita di birra (come nel caso di troppa schiuma o una bottiglia rovesciata) può essere sanzionata. Le penalità possono includere una "birra di penalità" per il giocatore, la perdita di un turno di lancio o un sorso a favore della squadra avversaria. Le regole e le sanzioni possono variare da luogo a luogo.

## Varianti
Le regole del flunkyball variano a seconda della località e spesso vengono stabilite solo all’inizio della partita – o persino durante il gioco. Anche le distanze tra i giocatori e il bersaglio possono variare. In alcuni casi, è sufficiente rimettere in piedi il bersaglio per gridare "Stop!", senza dover riportare la palla dietro la linea della propria squadra.
Al posto di una palla, si può anche usare una bottiglia di plastica o addirittura una cipolla come oggetto da lanciare. Al posto della birra, si può giocare anche con bevande analcoliche, come bibite gassate o acqua. Anche la quantità da bere può variare, ma di solito si usano bottiglie da 0,5 a 1,5 litri.

## Diffusione
Il flunkyball si gioca normalmente d’estate e in spazi verdi, come parchi e giardini. È anche comune durante i festival musicali. È particolarmente popolare nella cultura studentesca e tra gli universitari tedeschi. Ad esempio, il Karlsruher Institut für Technologie (KIT) organizza ogni anno un campionato di flunkyball.
La più grande competizione di flunkyball in Germania si svolge a Elmshorn ogni maggio. Curiosamente, il termine flunkyball è comune nei paesi di lingua tedesca, ma pressoché sconosciuto nel mondo anglofono.
L’attuale record mondiale per la partita di flunkyball più numerosa mai disputata è stato stabilito il 31 maggio 2024 a Lipsia, dove 1323 persone hanno giocato contemporaneamente una partita. In questa città il gioco è noto come bierball.

## Orígen e storia
Le prime partite di flunkyball si giocarono all’inizio degli anni 2000, e si usavano lattine di birra al centro come bersaglio da abbattere. Nelle prime varianti, si utilizzava un puck (una lattina di birra schiacciata a forma di disco da hockey), una palla o un bastone. Dopo l’introduzione in Germania, il 1° maggio 2006, dell’obbligo uniforme del deposito per le lattine di birra, la variante con il puck è diventata sempre meno comune.
Il primo campionato mondiale si svolse nel 2005 a Darmstadt, dove vinse una squadra di Dillenburg.

## Ricezione in mezzi
In un videoclip della band Kraftklub di Chemnitz è mostrata una partita di flunkyball.
Flunkyball è anche il titolo di un film di finzione di Alexander Adolph, uscito nel 2023. Il gioco compare in una sola scena, carica di simbolismo.

## Link
- Flunkyball in Spielwiki.

## Riferimenti
1. ↑  (DE) Anna Fischhaber, Trinksport Bierball: Rennen, saufen, siegen, in Der Spiegel, 30 ottobre 2010. URL consultato il 22 maggio 2025.
2. 1 2 3  (DE) Guy Simon, Flunkyball ist das Festivalspiel auf dem Southside, su SÜDKURIER Online, 3 maggio 2017. URL consultato il 22 maggio 2025.
3. ↑  https://www.uni-muenster.de/FSMI/downloads/page/1081/Flunkyball-Regelwerk-2024.pdf
4. ↑  https://web.archive.org/web/20210710194230/https://www.chemie.uni-wuerzburg.de/fileadmin/34080000/Party/SS_17_Sommerfeier/Flunkyball_Regeln_2017_Version_3.pdf
5. ↑  https://web.archive.org/web/20181206001749/https://www.frequency.at/wp-content/uploads/sites/17/Regeln_FQ18_Flunkyball-World-Championship.pdf
6. ↑  https://www.facebook.com/groups/419614684759731/
7. ↑  (DE) Olaf, MIT BALL UND BIER | REKORD-INSTITUT für DEUTSCHLAND, su rekord-institut.org, 25 giugno 2024. URL consultato il 22 maggio 2025.
8. ↑  (DE) Biancas Blog: Flunkyball, su dieraecherin.blogspot.com. URL consultato il 22 maggio 2025.
9. ↑  (DE) Stadtleben GmbH, 05.08.2006 - 2.Offizielle Flunkyball WM, Sportpark Kranichstein, Darmstadt, su stadtleben.de. URL consultato il 22 maggio 2025.
10. ↑   KRAFTKLUB, Kraftklub - Blau (official video), 18 giugno 2015. URL consultato il 22 maggio 2025.